# Saint-Astier (Dordogne)
Saint-Astier – miejscowość i gmina we Francji, w regionie Nowa Akwitania, w departamencie Dordogne.
Według danych na rok 1990 gminę zamieszkiwało 4780 osób, a gęstość zaludnienia wynosiła 140 osób/km² (wśród 2290 gmin Akwitanii Saint-Astier plasuje się na 85. miejscu pod względem liczby ludności, natomiast pod względem powierzchni na miejscu 234.).